# 로즈비어문둥이박쥐
로즈비어문둥이박쥐(Neoromicia roseveari)는 애기박쥐과에 속하는 박쥐의 일종이다. 라이베리아의 토착종이다.

## 특징
작은 크기의 박쥐로 전체 몸길이가 89~91mm, 전완장은 37.1mm, 꼬리 길이는 39~47mm, 발 길이는 8mm, 귀 길이는 13~14mm이다. 몸은 보통 초콜릿색을 띠고, 배 쪽은 약간 진한 털로 덮여 있다. 귀는 비교적 짧고 둥글다.